# Требушет

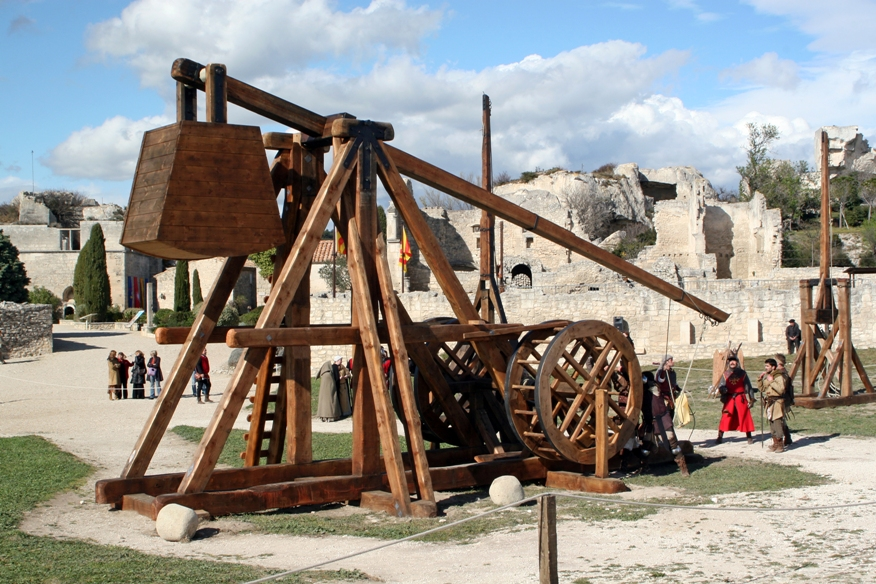
Требушет в замку де Бо, Франція

Схема роботи

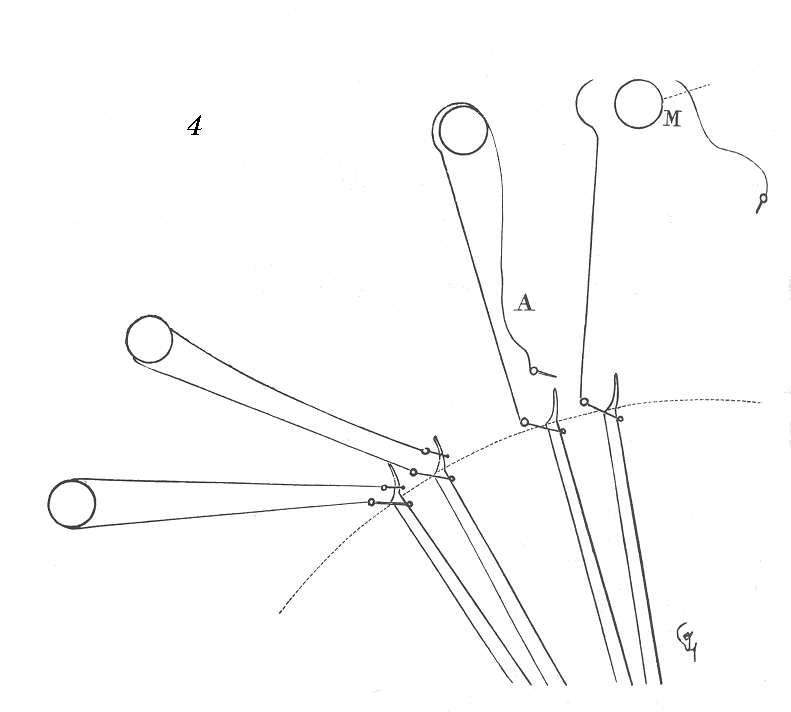
Як спрацьовує праща

Требуше́т або требюше́ (від фр. trébuchet, букв. — «вага з коромислом») — метальна машина, що використовувалась в Середні віки для руйнування оборонних мурів або щоб перекидати снаряди через них. Розрізняють требушет з противагою та більш ранню його версію — тягловий требушет, що приводився в дію людьми замість противаги.

## Історія
Требушет з противагою з'явився в християнських і мусульманських землях навколо Середземного моря в дванадцятому столітті. Ця зброя здатна метати з великою швидкістю 100-кілограмові снаряди у фортифікації ворога. За потреби всередину міста під облогою закидали інфіковані трупи, щоб заразити чи налякати людей — середньовічний варіант біологічної зброї. Требушети з ручною тягою з'явились в Китаї IV ст. до н. е., в Європі в VI ст. н. е., але повністю не зникали поки в XVI-ому столітті не були витіснені вогнепальною зброєю. Требушети набагато точніші за інші середньовічні метальні машини.
Требюше використовувалась під час Української революції 2014 р. на барикадах по вул. Грушевського для метання «коктейлів Молотова». Творців було побито «Беркутом» та притягнено до суду за виготовлення зброї. За деякими даними невеликий саморобний требушет використовувався (продовжує використовуватися) сирійськими повстанцями для метання гранат чи інших боєприпасів.

## Принцип дії
У требушеті використовується важіль, в якому з короткої сторони великий вантаж, падаючи під дією тяжіння, надає значного прискорення довгому кінцю важеля. Праща з важелем злітають вертикально вгору де, зазвичай закріплений гачком, один з кінців пращі зісковзує, метаючи снаряд в напрямку цілі з великою силою. Використання пращі значно збільшує дальність стрільби і швидкість снаряда. Для збільшення точності стрільби в требушетах використовують напрямний жолоб, в який перед пострілом закладають пращу. Роботу требюше можна побачити у фільмі «Жанна д'Арк» Люка Бессона 1999 р., та у фільмі «Гладіатор» Рідлі Скотта 2000 р. Напевно, в останньому допущена історична помилка, бо в Стародавньому Римі були ще балісти і катапульти.

## Цікаві факти
- У ході штурму біля стадіону імені Лобановського в Києві ввечері 20 січня 2014 року повстанці використовували саморобний требушет для обстрілу шеренг «Беркута». Проте «облоговим інженерам» забракло досвіду і пристрій запускав снаряд не далі 20 м.